# Гёрг, Галин
Га́лин Гёрг (англ. Galyn Görg; 15 июля 1964, Лос-Анджелес, Калифорния — 14 июля 2020, Гавайи[…]) — американская актриса

, танцовщица

 и кинопродюсер.

## Ранние годы
Галин Гёрг родилась 15 июля 1964 года в Лос-Анджелесе, штат Калифорния, США, в семье кинематографистов-документалистов и педагогов Алана Гёрга (1931—2020) и Гвиндолин Ли Гёрг. Большую часть детства провела на Гавайях и Оаху. У Гёрг был брат, Картер, и три сестры — Джентри, Санни (род. 1972) и Таги. По отцовской линии она имела немецкие корни, по материнской — афроамериканские, чокто, черноногие и ирландские. 
Гёрг изучала гуманитарные науки в Городском колледже Санта-Моники, обучалась различным стилям танцев в Академии танцев Ролана Дюпри и Летней программе Алвина Эйли, изучала актёрское мастерство в театре импровизаций «Improv for the People» и «The Groundlings», а также в театре «Pacific Resident».

## Карьера
Гёрг начала карьеру как танцовщица и работала с такими хореографами как Дебби Аллен, Майкл Питерс и Маргерит Деррикс. В 1983 году она появилась в музыкальном клипе ZZ Top «Sharp Dressed Man». Позже она добилась известности как участница двух варьете на итальянском телевидении: «Фантастика» («RAI», 1985—1986) и «Шоу СандраРаймондо» («Canale 5», 1987).
Танцевальная и актёрская карьера Гёрг охватывала множество стран, среди которых страны Ближнего Востока, Италия, Мексика, Новая Зеландия, Канада и другие. Всего на её счету более пятидесяти ролей в театральных постановках, фильмах и телесериалах и видеоклипах.

## Смерть
14 июля 2020 года, за день до своего 56-летия, Гёрг умерла в больнице на Гавайях, где последние девять месяцев жизни проходила лечение от рака лёгких со множественными метастазами. 31 июля 2020 года, через 17 дней после смерти Гёрг, её отец, Алан Гёрг, скончался от меланомы на 89-м году жизни.
В 2023 году Гёрг была посмертно номинирована на премию Кинофестиваля «Дикая стая» в категории «Лучшая женская роль второго плана в вестерне» за роль Ченоа в фильме «Лагерь Теллера».

## Фильмография
| Год       |    | Русское название                            | Оригинальное название                | Роль                            |
| --------- | -- | ------------------------------------------- | ------------------------------------ | ------------------------------- |
| 1984      | с  | Слава                                       | Fame                                 | танцовщица                      |
| 1984      | ф  | Незнакомцы в раю                            | Strangers in Paradise                | проститутка                     |
| 1985      | с  | Твой ход                                    | It’s Your Move                       | официантка                      |
| 1985      | с  | Команда «А»                                 | The A-Team                           | Кэти                            |
| 1985      | с  | Прикрытие                                   | Cover Up                             | Соня                            |
| 1985      | тф | Зеркала                                     | Mirrors                              | —                               |
| 1986      | ф  | Америка-3000                                | America 3000                         | Линка                           |
| 1986      | с  | Удивительные истории                        | Amazing Stories                      | мисс Айфул                      |
| 1986      | ф  | Магазин бикини в Малибу                     | The Malibu Bikini Shop               | Синди                           |
| 1986      | ф  | Жизнь в стиле блюз                          | Living the Blues                     | Мана Браун                      |
| 1987      | ф  | Искривлённый вниз                           | Down Twisted                         | Блейк                           |
| 1988      | с  | Дуэт                                        | Duet                                 | Гейл                            |
| 1988      | ф  | Скауты                                      | The Wrong Guys                       | Карла                           |
| 1988      | ф  | Академия танцев                             | Dance Academy                        | Джана                           |
| 1988      | ф  | Повелитель скорости и времени               | The Wizard of Speed and Time         | поклонница Си Си                |
| 1988      | тф | Соловьи                                     | Nightingales                         | Лорна                           |
| 1989      | тф | Когда мы были молоды                        | When We Were Young                   | —                               |
| 1989      | с  | Джейк и толстяк                             | Jake and the Fatman                  | Синтия Дэвис                    |
| 1989—1992 | с  | Другой мир                                  | A Different World                    | Мелисса Суэйзи / Моника Гилберт |
| 1990      | тф | Спортивный шанс                             | Sporting Chance                      | Грейс МакАллистер               |
| 1990      | ф  | Робокоп 2                                   | RoboCop 2                            | Энджи                           |
| 1990      | с  | Твин Пикс                                   | Twin Peaks                           | Нэнси О’Райлли                  |
| 1991      | с  | 100 жизней Блэк Джека Сэвиджа               | The 100 Lives of Black Jack Savage   | Луче                            |
| 1991      | ф  | На гребне волны                             | Point Break                          | Маргарита                       |
| 1992      | ф  | Сторивилль                                  | Storyville                           | Спайс                           |
| 1992      | с  | Виноградная лоза                            | Grapevine                            | Джессика                        |
| 1992      | с  | Тусоваться с мистером Купером               | Hangin’ with Mr. Cooper              | Ивонн                           |
| 1993      | тф | Огенный шторм: 72 часа в Окленде            | Firestorm: 72 Hours in Oakland       | Дениз Кукучка                   |
| 1993      | ф  | Ночь страшного суда                         | Judgment Night                       | Кларисса                        |
| 1994      | ф  | Искушение                                   | Temptation                           | Туни Уэллс                      |
| 1994—1995 | с  | Мантис                                      | M.A.N.T.I.S.                         | лейтенант Леора Максуэлл        |
| 1995      | с  | Звёздный путь: Глубокий космос 9            | Star Trek: Deep Space Nine           | Корина                          |
| 1996      | с  | Принц из Беверли-Хиллз                      | The Fresh Prince of Bel-Air          | Хелена                          |
| 1996      | с  | Зена — королева воинов                      | Xena: Warrior Princess               | Елена Троянская                 |
| 1996      | с  | Холостые мужчины и незамужние женщины       | Living Single                        | Мишель                          |
| 1996      | с  | Удивительные странствия Геракла             | Hercules: The Legendary Journeys     | Анукет                          |
| 1996      | с  | Звёздный путь: Вояджер                      | Star Trek: Voyager                   | Нори                            |
| 1997      | с  | Повисшее место                              | Hang Time                            | проректор Лесли Уильямс         |
| 1997      | с  | Звёздные врата: SG-1                        | Stargate SG-1                        | Кендра                          |
| 2001      | с  | Расследование Джордан                       | Crossing Jordan                      | терапевт                        |
| 2004      | с  | C.S.I.: Место преступления Майами           | CSI: Miami                           | мисс Арт, управляющая домом     |
| 2008      | с  | Остаться в живых                            | Lost                                 | медсестра                       |
| 2015      | с  | Парки и зоны отдыха                         | Parks and Recreation                 | Джозефина Акадимия              |
| 2016      | тф | Муж на Рождество                            | A Husband For Christmas              | Ребекка                         |
| 2017      | тф | Одержимость: Жажда убийства                 | The Wrong Student                    | детектив Мауро                  |
| 2017      | с  | Колония                                     | Colony                               | Джина                           |
| 2017      | тф | Не на ту запал                              | The Wrong Crush                      | доктор Гриффин                  |
| 2018      | с  | Как избежать наказания за убийство          | How to Get Away with Murder          | Райли                           |
| 2018      | с  | Кларк и ДиБелла: Голливудское подразделение | Clarke & DiBella: Hollywood Division | мать                            |
| 2018      | тф | Обманчивое впечатление                      | The Wrong Friend                     | миссис Крамер                   |
| 2018      | тф | Рождество по-королевски                     | A Christmas in Royal Fashion         | Джилл                           |
| 2019      | тф | Рождественская принцесса                    | A Christmas Princess                 | Линда                           |
| 2023      | ф  | Лагерь Теллера                              | Teller’s Camp                        | Ченоа                           |

### Видеоклипы
| Год  | Артист             | Название                            | Роль                         |
| ---- | ------------------ | ----------------------------------- | ---------------------------- |
| 1983 | ZZ Top             | «Sharp Dressed Man»                 | девушка в танцевальном клубе |
| 1983 | Рей Паркер-младший | «I Still Can’t Get Over Loving You» | любовный интерес             |
| 1984 | Эл Джерро          | «After All»                         | танцовщица                   |
| 1984 | The Jacksons       | «Body»                              | танцовщица                   |

### Прочее
| Год  | Русское название                       | Оригинальное название              | Примечание                     |
| ---- | -------------------------------------- | ---------------------------------- | ------------------------------ |
| 2003 | Передышка                              | Easy                               | помощник менеджера по локациям |
| 2006 | Дух Земли                              | Earth Spirit                       | продюсер                       |
| 2008 | Теква Икачи: Предупреждение аборигенов | Techqua Ikachi: Aboriginal Warning | сопродюсер                     |
| 2011 | Голливудская любовь                    | Hollywood Love                     | ассоциированный продюсер       |
| 2019 | Код Аннунаки                           | The Annunaki Code                  | сопродюсер эпизод «Pilot»      |